# Compsophorus variabilis
Compsophorus variabilis là một loài tò vò trong họ Ichneumonidae.